# Ghiacciaio Bates
Il ghiacciaio Bates è un ghiacciaio lungo circa 11 km situato nella parte nord-occidentale della Dipendenza di Ross, nell'Antartide orientale. Il ghiacciaio, il cui punto più alto si trova a circa 1700 m s.l.m., si trova nell'entroterra della costa di Borchgrevink e della costa di Scott, dove si forma scendendo dal versante sud-orientale della dorsale Deep Freeze, e fluisce verso nord-est, scorrendo tra il monte Emison, a nord, e il picco Mills, a sud, fino a unire il proprio flusso a quello del ghiacciaio Campbell.

## Storia
Il ghiacciaio Bates è stato così battezzato dai membri del reparto settentrionale della spedizione neozelandese di ricognizione geologica antartica svolta nel 1965-66, in onore di D. R. Bates, assistente di campo di quel reparto.